# Luis Manuel Cuña Ramos
Luis Manuel Cuña Ramos (Ourense, 22 gennaio 1966) è un presbitero spagnolo, dal 21 dicembre 2023 prelato del Sovrano Militare Ordine di Malta.

## Biografia
Terminati gli studi di teologia, il 14 giugno 1992 è stato ordinato presbitero per la diocesi di Orense da papa Giovanni Paolo II. Nel 1994 ha conseguito la licenza in storia della Chiesa presso la Pontificia Università Gregoriana a Roma. In seguito ha fatto i corsi per il dottorato nella stessa disciplina presso il medesimo ateneo. Ha studiato anche archivistica.
Dal 1996 al 2020 ha prestato servizio nell'archivio storico della Congregazione per l'evangelizzazione dei popoli. Dal 2012 è stato consulente storico della Congregazione per le cause dei santi  e dal 2017 delegato vescovile per le cause dei santi. Ha anche tenuto alcuni corsi come professore invitato presso la Pontificia università urbaniana e la Pontificia Università Gregoriana. Il 21 maggio 2007 è stato insignito del titolo onorifico di cappellano di Sua Santità.
Tornato in diocesi è stato canonico-archivista del capitolo della cattedrale di San Martino a Ourense dal 6 agosto 2020, amministratore parrocchiale delle parrocchie di San Pietro a Moreiras, di Santa Maria a Trelle e di Santa Maria a Xestosa dall'8 settembre 2020, delegato vescovile per il patrimonio e i beni culturali dal 23 ottobre 2020, membro della commissione per la biblioteca dell'Istituto teologico "Divino Maestro" di Ourense e membro del consiglio di redazione della rivista Auriensia dal 1º marzo 2022, membro del consiglio presbiterale in qualità di vice-arciprete di Ourense Ovest dal 12 marzo 2022 e membro della commissione tecnica del consiglio diocesano per gli affari economici dal 5 dicembre 2022.
Presso l'Istituto teologico "Divino Maestro" di Ourense è stato anche professore di patrologia, storia della Chiesa antica, storia della Chiesa medievale e storia della Chiesa moderna e membro del consiglio per le pubblicazioni.
Il 21 dicembre 2023 papa Francesco lo ha nominato prelato del Sovrano Militare Ordine di Malta per un quinquennio; è succeduto al vescovo Jean Laffitte. In qualità di prelato, è il superiore ecclesiastico del clero del Sovrano Militare Ordine di Malta. La mattina di sabato 10 febbraio ha celebrato la Messa di inizio mandato nella basilica dei Santi Bonifacio e Alessio a Roma.